# Кампанія ядерного реактора
Кампанія ядерного реактора — час роботи реактора з одним і тим самим завантаженням ядерного палива. 

## Загальні відомості
Коли весь запас реактивності реактора вичерпаний, тобто коли компенсувальні стрижні зайняли своє граничне кінцеве положення, ланцюгова реакція сама собою припиняється. Її можна відновити лише замінивши уран в активній зоні. Зрозуміло, що кампанія енергетичного реактора повинна бути якомога довшою, оскільки одержувана енергія тим дешевша, чим більше її виробляється при одному завантаженні урану. Проте тривалість кампанії обмежена деяким мінімальним значенням критичної маси. Частина матеріалу, що розщеплюється, що складає цю критичну масу, наприкінці кампанії не ділиться через припинення ланцюгової реакції. Цей матеріал вивантажують з реактора і надалі його можна використовувати лише після належної переробки урану, якщо така переробка виправдана. 

## Накопичення продуктів поділу
Реактори на природному урані мають малий початковий запас реактивності і цей запас зазвичай визначає тривалість їх кампанії. На реакторах зі збагаченим ураном запас реактивності можна збільшити. Проте є ще одне обмеження тривалості кампанії реактора, пов'язане з реакцією матеріалу тепловидільних елементів на накопичення продуктів поділу. Внаслідок поділу ядра замість одного атома утворюються два нових, сумарний об'єм яких приблизно в 2 рази більший від об'єму атома, що поділився, оскільки всі атоми мають приблизно однакові об'єми. Крім цього, нові атоми не можуть поміститись у вузлах кристалічної ґратки урану й розміщуються в ґратці довільно. Зрештою, важливо те, що значна частина продуктів поділу — гази. Отже накопичення продуктів поділу супроводжується появою внутрішніх перенапружень у матеріалі, підвищенням тиску газу, що зрештою призводить до утворення тріщин, здуття та деформації тепловидільних елементів. Строк служби основного обладнання реактора набагато більший, ніж уранових елементів, і їх потрібно вивантажувати з активної зони після завершення кампанії. Однак ця операція стає неможливою в разі їх деформації. Крім того, у пошкоджених ТВЕЛів порушується герметичність покриття, і радіоактивні гази потрапляють у теплоносій. Все це означає, що строк служби уранових блоків у ядерному реакторі повинен визначатися їх стійкістю щодо руйнівного впливу накопичуваних продуктів поділу. Отже, кампанію реактора повинна визначати насамперед зазначена стійкість тепловидільних блоків, а початковий запас реактивності повинен бути таким, щоб він повністю виснажувався до кінця строку перебування уранових блоків у реакторі. В іншому випадку після закінчення кампанії з реактора потрібно вивантажувати зайву кількість невикористаного подільного матеріалу, що невигідно. 

## Глибина вигоряння
Накопичення продуктів поділу характеризується їх кількістю в грамах, що припадає на тонну урану. Однак безпосереднє вимірювання маси продуктів поділу вкрай ускладнене. Проте, завжди відома повна кількість енергії, що виділилася в активній зоні реактора під час поділу. Оскільки поділ 1 г урану супроводжується звільненням приблизно 1 МВт · доби теплової енергії та утворенням близько 1 г продуктів поділу, то кількість вироблених мегават-діб теплової енергії приблизно дорівнює числу грамів продуктів поділу. Повна маса завантаженого в реактор урану також відома. Тому кількість накопичених продуктів поділу виражають в одиницях МВт · доба/т — кількістю мегават-діб на тонну урану. 
Кожен матеріал має свою межу з накопичення продуктів поділу — допустиму глибину вигоряння ділених атомів. Глибина вигоряння для металевого урану становить 3000 — 3500 МВт · доба/т, але для його сполук може бути набагато більшою. Наприклад, діоксид урану є пористою сполукою і тому здатен накопичити набагато більше продуктів поділу без видимих порушень форми тепловидільного елемента — до 20 000 МВт · доба/т, а можливо, й більше — до 100 000 МВт · доба/т. Тонна природного урану містить близько 7 кг 235U. Глибина вигоряння 3500 МВт · доба/т відповідає поділу 3,5 кг атомів. Однак не всі продукти поділу походять від 235U, адже в реакторі накопичується 239Pu, який також бере участь у поділі. Тому частина продуктів поділу виходить з плутонію. Отже витрата 235U є меншою, ніж виходить продуктів поділу. Чим вища допустима глибина вигоряння, тим більша тривалість кампанії реактора і тим економічніша ядерна енергетична установка з заданим паливом. Однак для великих глибин вигорання потрібен збагачений уран, який набагато дорожчий від природного. Мінімальна критична маса наприкінці кампанії менша в тому випадку, якщо паливом є металевий уран, а не його сполуки, наприклад, з киснем. Тому економічність застосування того чи іншого виду ядерного палива визначають багато факторів.